# ドロシア・ジェイムソン
ドロシア・ジェイムソン（英: Dorothea Jameson, 1920年11月16日 - 1998年4月12日）は、視覚、色覚の研究分野において多大な貢献をしたアメリカの認知心理学者。彼女は、同じく心理学者のレオ・ハーヴィッチと結婚していた。2人は、反対色過程理論の解明を含め、多くの研究で協力した。

## 生涯
マサチューセッツ州ニュートン生まれ。ジェイムソンはウェルズリー大学に入学した。1年生の時に心理学を専攻に選んだのは、「新入生は入学に特別な許可が必要だということに興味をそそられた」からだった。1942年に卒業。ウェルズリー在学中、ハーバード大学で研究助手としてボランティア活動し、そこで将来の夫となるレオ・ハーヴィッチと出会った。2人は1948年に結婚した。
ジェイムソンはその後、1972年にペンシルベニア大学の教授に任命された。1972年にペンシルベニア大学から、1989年にニューヨーク州立大学から名誉学位を授与された。
彼女は1998年4月12日に、それまで診断されていなかった肺癌で突然亡くなった。ハーヴィッチは2009年にニューヨーク市の自宅で亡くなった。

## 色覚の研究
ウェルズリー大学の学部生だった頃、ジェイムソンはハーバード大学で研究助手として働き、第二次世界大戦中に使用された視覚距離計の精度向上に貢献した。ジェイムソンは1947年もハーバード大学で視覚の研究を続けた。当時、イーストマン・コダックの色彩管理部門の責任者だったラルフ・エバンスは、3次元の世界と写真の両方で色を理解するには、知覚プロセスを理解することが極めて重要であることを認識し、視覚知覚に取り組む研究者を募集した。
1957年、ジェイムソンは夫のハーヴィッチとともに、エヴァルト・ヘリングの反対色説に定量的なデータを提供した。これは色相キャンセレーション法（英: hue cancellation method）と呼ばれた。色相キャンセレーション実験は、ある色 (黄色など) から始めて、開始色からその成分の痕跡をなくすために、開始色の成分の1つに反対色 (青など) をどれだけ追加する必要があるかを判断しようとする。

## 賞歴
- 1963年、アメリカ光学会フェロー[3]
- 1971年、ハーヴィッチとともに実験心理学会からハワード・クロスビー・ウォーレンメダルを受賞[4]
- 1972年、ハーヴィッチとともにアメリカ心理学会からAPA賞を受賞[5]
- 1982年、ハーヴィッチとともにアメリカ光学会からエドガー・D・ティリヤー賞を受賞[6]
- 1985年、ハーヴィッチとともに国際色彩学会からジャッド賞を受賞[7]
- 1987年、認知神経科学研究所のヘルマン・フォン・ヘルムホルツ賞を受賞[3]